# Röd skogslilja
Röd skogslilja eller rödsyssla (Cephalanthera rubra) är en växtart i familjen orkidéer. 

## Utseende
Röd skogslilja är en orkidé med krypande jordstam och 20-60 cm hög stjälk som upptill är mycket fint glandelhårig och nedtill med några brunaktiga slidor. De vanligen 4-7 stjälkbladen är mörkgröna och lansettlika 7-10 centimeter långa och 1-2 centimeter breda. Fruktämnet är finludet och de 3-12 blommorna är rosenröda, ofta öppna och svagt doftande med blek underläpp, vars yttre del är smal och spetsig. Blomningen sker i juni-juli.
Fröna är små så kallade dammfrön 0,1x0,5 millimeter, knappt synliga för mänskliga ögat. De sprids med vinden och innehåller mycket litet reservnäring, så groddplantan är mykoheterotrof, det vill säga lever parasitiskt på svamphyfer i marken.
Blommorna doftar svagt men ger vare sig nektar eller pollen till de blomsovarbin som sköter pollineringen.  Bina pollinerar stor blåklocka som avger nektar och de lockas att besöka röda skogsliljeblommor genom att blommorna härmar de samtidigt blommande blåklockornas ljusspektrum och på så sätt lockar till sig bina.

## Biotop
Röd skogslilja växer företrädesvis i relativt glesa, torra till friska äldre talldominerade skogar, gärna på sandig och kalkrik jordmån. Arten bedöms tåla eller till och med gynnas av ett hänsynsfullt skogsbruk med utglesning och röjning av buskvegetation. Däremot missgynnas den av totalavverkningar och särskilt efterföljande markberedning, som bidrar till tät gräs och senare ungskogsflora.

## Förekomst
Röd skogslilja kan ”slumra” i jorden under flera år innan den ånyo växer upp och därför är detaljerad kännedom om utbredningen lite osäker. Utbredningen i Sverige var en av Floraväktarnas nationella fokusarter 2014–2015. Inventeringen visade förekomst i Svealand och östra Götaland ner till höjd med Kalmar samt Gotland. På Gotska sandön förekommer den särskilt rikligt.
Det finns hållpunkter för att vildsvin verkar kunna främja förekomsten av röd skogslilja, särskilt vegetativa plantor, medan lupiner (Lupinus) kan ha en starkt negativ effekt på arten.